# Bartosz Molik
Bartosz Molik (ur. 3 października 1973 w Olsztynie) – polski fizjoterapeuta, naukowiec, profesor nauk medycznych i nauk o zdrowiu, profesor Akademii Wychowania Fizycznego Józefa Piłsudskiego w Warszawie i jej rektor w kadencji 2020–2024.

## Życiorys
W 1997 ukończył studia z zakresu rehabilitacji ruchowej na Akademii Wychowania Fizycznego Józefa Piłsudskiego w Warszawie. Doktoryzował się w 2003 na uczelni macierzystej na podstawie dysertacji: Kryteria klasyfikacji osób niepełnosprawnych w koszykówce na wózkach, której promotorem był dr hab. Andrzej Kosmol. Stopień naukowy doktora habilitowanego nauk o kulturze fizycznej uzyskał w 2011 na AWF Warszawa w oparciu o pracę zatytułowaną: Wydolność beztlenowa i skuteczność w grach zespołowych a klasyfikacja zawodników niepełnosprawnych. Tytuł profesora nauk medycznych i nauk o zdrowiu otrzymał 25 października 2019.
Jako nauczyciel akademicki związany z Akademią Wychowania Fizycznego Józefa Piłsudskiego w Warszawie, na której objął stanowisko profesora. Na uczelni tej pełnił szereg funkcji organizacyjnych: był kierownikiem Zakładu Sportu Niepełnosprawnych (2005–2012), kierownikiem Katedry Teorii i Metodyki Nauczania Ruchu, kierownikiem Katedry Nauczania Ruchu, a także prodziekanem (2012–2016) i dziekanem (2016–2020) Wydziału Rehabilitacji. W czerwcu 2020 został wybrany na rektora AWF Warszawa w kadencji 2020–2024.
Specjalizuje się w adaptowanej aktywności fizycznej, rehabilitacji ruchowej i sportach niepełnosprawnych. Opublikował ponad 190 prac naukowych, wypromował troje doktorów nauk o kulturze fizycznej. Członek towarzystw naukowych, m.in. Polskiego Towarzystwa Fizjoterapii i Polskiego Towarzystwa Rehabilitacji.
Był asystentem trenera reprezentacji Polski w koszykówce na wózkach oraz rugby na wózkach.

## Odznaczenia i wyróżnienia
- Złoty Krzyż Zasługi (2024)[5]
- Srebrny Krzyż Zasługi (2010)[6]
- Brązowy Krzyż Zasługi (2003)[7]
- Medal Komisji Edukacji Narodowej[3]
- Złoty Medal „Zasłużony dla Nauki Polskiej Sapientia et Veritas” (2023)[8]

W 2013 otrzymał nagrodę Young Professional Award.